# Barbara Ward, Baroness Jackson of Lodsworth

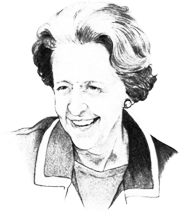
Barbara Ward

Barbara Mary Ward, Baroness Jackson of Lodsworth DBE (* 23. Mai 1914 in Heworth, Yorkshire; † 31. Mai 1981 in Lodsworth, Sussex), war eine britische Wirtschaftswissenschaftlerin, Journalistin, Autorin und Politikerin. Sie prägte den Begriff „nachhaltige Entwicklung.“

## Ausbildung und frühe Jahre
Barbara Ward entstammte einer stark christlich geprägten Familie; sie wuchs in Felixstowe auf. Ihr Vater war ein Rechtsanwalt, der dem Quäkertum zugeneigt war, während ihre Mutter überzeugte Katholikin war. Der Vater legte großen Wert darauf, dass seine Tochter eine genau so gute Ausbildung erhielt wie ihr Bruder. Barbara Ward besuchte eine Klosterschule, nahm ein Studium an der Pariser Sorbonne auf und verbrachte zur weiteren Bildung und Prüfungsvorbereitung ein Jahr in Deutschland in einer Privatschule, der "Klause" in Jugenheim an der Bergstraße bei Helene Koch, einer Schwester der Jugendbuchautorin Henny Koch. Ursprünglich wollte Barbara Ward Sprachen studieren, entschied sich dann aber für Politik, Philosophie und Wirtschaftswissenschaft. In diesen Fächern machte sie 1935 am Somerville College in Oxford ihren Abschluss mit Bestnoten. Anschließend forschte sie über Politik und Wirtschaftswissenschaft in Österreich. 1938 veröffentlichte sie ihr erstes Buch The International Share-out.
Als Studentin erlebte Ward in Österreich und Deutschland den Antisemitismus persönlich, was sie dazu bewog, jüdischen Flüchtlingen zu helfen. Sie mobilisierte katholische Unterstützung für einen aufziehenden Krieg in Großbritannien, obwohl sie anfangs mit Hitler sympathisiert hatte. Gemeinsam mit dem Historiker Christopher Dawson (1889–1970) gründete sie die Organisation Sword of the Spirit, um Katholiken und Anglikaner in ihrer Opposition gegen den Nationalsozialismus zusammenzuführen. Die Organisation war letztlich katholisch geprägt, und sie gab eine eigene Zeitschrift, die Dublin Review heraus, deren Leiter Dawson war und für die Ward regelmäßig schrieb.
Während des Zweiten Weltkriegs arbeitete Barbara Ward für das Informationsministerium und reiste durch Europa und die Vereinigten Staaten. Bis 1950 war sie Redakteurin der Zeitschrift The Economist und blieb anschließend freie Mitarbeiterin. Sie schrieb über Wirtschafts- und Außenpolitik, und ihre Rundfunkbeiträge über christliche Werte in Kriegszeiten wurden von Sword of the Spirit unter dem Titel The Defence of the West publiziert. Gleichzeitig war sie Präsidentin der  Catholic Women's League und ein beliebtes Mitglied des Teams in der BBC-Radiosendung The Brains Trust, in der Fragen von Hörern beantwortet wurden. 1946 wurde sie Mitglied des Vorstandes der BBC sowie des Old Vic Theatre in London.
Nach dem Krieg plädierte Ward für den Marshallplan, für ein starkes Europa und für freien Handel in Europa.

## Ehe und internationale Aktivitäten
1950 heiratete Barbara Ward den australischen Fregattenkapitän Robert Jackson, einen Mitarbeiter der Vereinten Nationen. Ihr gemeinsamer Sohn Robert wurde 1956 geboren, im selben Jahr, in dem sein Vater zum Knight Bachelor geschlagen wurde. Ward arbeitete aber weiter unter ihrem Geburtsnamen und war nicht als Lady Jackson bekannt. In den folgenden Jahren lebte die Familie in Westafrika und reiste häufig nach Indien. Die Erfahrungen, die Ward dabei machte, formten ihr künftige Sicht der Dinge und wie die westlichen Ländern die wirtschaftliche Entwicklung von ärmeren Ländern unterstützen könnten. Das Ehepaar reiste auch vielfach getrennt, worunter die Ehe litt. Anfang der 1970er Jahre wurde eine offizielle Trennung vereinbart, denn Ward wollte sich als Katholikin nicht scheiden lassen. Als sie 1976 zum Life Peer erhoben wurde, nutzte sie den Familiennamen des von ihr getrennt lebenden Ehemanns für ihren Titel als Baroness Jackson of Lodsworth, of Lodsworth in the County of West Sussex.
Seit sie die Universität verlassen hatte, war Barbara Ward eine gefragte öffentliche Rednerin, und in den 1960er Jahren bekamen ihre Vorträge internationale Aufmerksamkeit. Einige ihrer Vorträge, die sie unter anderem in Kanada, Ghana und Indien gehalten hatte, wurden als Buch veröffentlicht. Sie verbrachte zunehmend Zeit in den Vereinigten Staaten und wurde in ihrer Arbeit häufig von der Carnegie Foundation unterstützt. 1958 erhielt sie von der Harvard University den Doctor of Letters ehrenhalber. Bis 1968 war sie dort ein Carnegie-Fellow und lebte zeitweilig in Cambridge. Sie lernte Adlai Stevenson und John F. Kennedy lernen und fungierte als Beraterin verschiedener einflussreicher Politiker, darunter Weltbank-Präsident Robert McNamara und Lyndon B. Johnson, der ihre Ansichten über das Great-Society-Projekt schätzte, obwohl sie gegen den Vietnamkrieg war. Sie beeinflusste auch James Wolfensohn in seinen Gedanken über die Fragen der Entwicklung. Sie führte Korrespondenzen mit zahlreichen prominenten Politikern wie Willy Brandt, James Callaghan, U Thant und Indira Gandhi. 1966 wurde sie in die American Academy of Arts and Sciences gewählt.
Ward unterstützte den Vatikan bei der Einsetzung einer bischöflichen Kommission für Gerechtigkeit und Frieden und war 1971 die erste Frau, die auf einer Synode vor römisch-katholischen Bischöfen sprach.
Eine der Vorschläge von Barbara Ward war, dass die reichen Länder sich verpflichten sollten, mit einem bestimmten Anteil ihres Bruttonationaleinkommens der Entwicklung der Welt zu unterstützen. Sie regte an, dass es Institutionen geben solle, die „Hilfe und Handel“ ermöglichen sollten. Dies war eine praktische sowie eine ethische Überlegung, denn Ward war der Überzeugung, dass solche Strategien Stabilität und Frieden sichern würden. Sie wurde auch eine „distributist“ genannt.
Ward war an drei Konferenzen der Vereinten Nationen aktiv beteiligt, 1972 an der  Conference on Human Environment in Stockholm (Earth Summit I), an der 1974er UNEP/United Nations Conference on Trade and Development sowie 1976 an der Vancouver Habitat Conference on Human Settlements.

## Umweltschutz
Barbara Ward erkannte einen engen Zusammenhang zwischen der Verteilung des Reichtums und der Bewahrung der Ressourcen der Erde: „[…] the careful husbandry of the Earth is sine qua non for the survival of the human species, and for the creation of decent ways of life for all the people of the world“. (dt. „[...] die vorsichtige Behandlung der Erde ist eine notwendige Bedingung für das Überleben des Menschen und für die Schaffung von annehmbaren Lebensbedingungen für alle Menschen in der Welt.)“ 1966 veröffentlichte sie das Buch Spaceship Earth, und es wird gesagt, dass sie diesen Begriff Raumschiff Erde geprägt habe.
Im Nachhinein wird Ward als Pionierin der nachhaltigen Entwicklung angesehen. Das Buch Only One Earth: The Care and Maintenance of a Small Planet wurde für die Konferenz der Vereinten Nationen 1972 in Stockholm verfasst, auf Auftrag von Maurice Strong, Generalsekretär der United Nations Conference on the Human Environment.
Das Werk von Barbara Ward wurzelte in ihrem Gefühl für Moral und christlichen Werten. Sie sah den Schutz der Umwelt und die Sorge für das Wohlbefinden der ganzen Menschheit als „doppelte Verantwortung“, besonders für all jene, die ihre christlichen Überzeugungen teilten. 1971 gründete sie das International Institute for Environment and Development (IIED) und war ab 1973 seine Präsidentin und ab 1980 Aufsichtsratsvorsitzende.

## Spätere Jahre
Ende der 1940er Jahre war Barbara Ward von einer Krebserkrankung genesen, dank, wie sie glaubte, der spirituellen Unterstützung durch Padre Pio. 20 Jahre später trat die Erkrankung wieder auf, eine Operation hatte keinen positiven Erfolg. 1973 verließ sie die Columbia University, wo sie zuvor fünf Jahre lang gelehrt hatte, und zog nach Lodsworth, Sussex. Im Jahr darauf wurde sie in den Order of the British Empire aufgenommen und 1976 zum Life Peer erhoben und dadurch Mitglied des House of Lords. 1980 wurde sie mit dem Jawaharlal Nehru Award ausgezeichnet; im indischen Maharashtra befindet sich eine nach ihr benannte Bibliothek im Centre for Development Studies and Activities. Ihr letztes Buch Progress for a Small Planet erschien zwei Jahre vor ihrem Tod im Jahre 1981. Zu ihrem Begräbnis schickte Papst Johannes Paul II. einen Kardinal, um ihn dort zu vertreten.

## Publikationen (Auswahl)
- The International Share-out. 1938
- Turkey. 1941
- Defence of the West. 1942
- The West at Bay. 1948
- Policy for the West. 1951
- Faith and Freedom. 1954
- Britain's interest in Atlantic union. 1954
- Interplay of East and West. 1957
- India and the West. 1961
- The Rich Nations and the Poor Nations. 1961
- The Plan under Pressure. 1963
- Nationalism and Ideology. Vorlesungsreihe. Carleton University 1966
- Spaceship Earth. 1966. ISBN 978-0-231-08586-1
- The Lopsided World. Vorlesungsreihe. Johns Hopkins University 1968
- Mit René Dubos: Only One Earth. 1972
- A new creation? Reflections on the environmental issue. (1973)
- The Home of Man. 1976
- Progress for a Small Planet. 1979